# Кумколь
Кумко́ль (каз. Құмкөл) — село у складі Коргалжинського району Акмолинської області Казахстану. Входить до складу Майшукирського сільського округу.
Населення — 25 осіб (2021; 64 у 2009, 127 у 1999, 341 у 1989).
Національний склад станом на 1989 рік:
- казахи — 100 %.

Станом на 1989 рік село називалось Кумгуль.